# ミツキヨ
ミツキヨ（Mitsukiyo、미츠키요、1995年2月3日 - ）は、大韓民国の音楽プロデューサー。

## 活動
2023年8月4日から23日にかけて東京都渋谷区の「pixiv WAEN GALLERY」で開催された、イラストレーターらんぐの個展「君と私の世界（ストーリー）」の会場音楽を担当した。
2023年11月1日、Neko Hackerと共作して楽曲を制作した。
ネクソンゲームズ開発のゲーム『ブルーアーカイブ -Blue Archive-』のミュージック・ディレクターを務めている。

## Unwelcome School
KARUT、Norと共に『ブルーアーカイブ -Blue Archive-』の楽曲を制作しており、同作のサウンドトラック「Blue Archive Original Soundtrack Vol.4 〜Aiming for the ideal freedom〜」はオリコン週間デジタルアルバムランキングで1位を獲得した。また、このアルバムに収録されている、ミツキヨによる楽曲「Unwelcome School」は、2023年7月26日付でSpotifyの「Daily Viral Songs（Japan）」で1位となった。「Unwelcome School」はゲームの枠を超えてバイラルとなっており、YouTubeではロックアレンジ、スウィング・ジャズアレンジ、バイオリンアレンジを含むカバーやリミックスが投稿されている。

## 作品
- Taletrail
- Target for love（イ・ジナとの共作）
- 星屑インカンテーション - 紫暮せな
- ごほうびトキメキモード - 名取さな

### 作曲・編曲
- かがやきサマーデイズ  - ホシノ(CV:花守ゆみり)、シロコ(CV:小倉唯)、ノノミ(CV:三浦千幸)、セリカ(CV:大橋彩香)、アヤネ(CV:原田彩楓)
- わたしたちのクエスト - モモイ（CV:徳井青空）、ミドリ（CV:高田憂希）、ユズ（CV:寺澤百花）、アリス（CV:田中美海）
- 優しさの記憶 - 鹿乃
- ワンダー・ファニー・ハーモニー - サクラコ(CV:加隈亜衣)、ヒナタ(CV:日高里菜)、マリー(CV:小澤亜李)、ウイ(CV:後藤沙緒里)、シミコ(CV:富田美憂)、ヒフミ(CV:本渡楓)、アズサ(CV:種田梨沙)、ハナコ(CV:豊田萌絵)、コハル(CV:赤尾ひかる)、ミカ(CV:東山奈央)、ツルギ(CV:小林ゆう)、イチカ(CV:鷲見友美ジェナ)
- エブリディいっしょ♪ - アロナ（CV:小原好美）